# Cenemus
Cenemus là một chi nhện trong họ Pholcidae.

## Các loài
Các loài trong chi này gồm:
- Cenemus culiculus (Simon, 1898)
- Cenemus mikehilli Saaristo, 2002
- Cenemus silhouette Saaristo, 2001